# Lepus saxatilis
Lepus saxatilis, a lebre-de-nuca-dourada, é um leporídeo encontrado na África do Sul, em Moçambique e na Namíbia.